# Guerre des Bannocks
Guerres indiennes
La guerre des Bannocks est un conflit des guerres indiennes qui opposa l'Armée des États-Unis à des guerriers bannocks et païutes dans l'Idaho durant l'été 1878.
Les causes du conflit sont multiples mais l'élément déclencheur est l'agression de deux Blancs par un Bannock le 30 mai 1878, après qu'une jeune Bannock ait été violentée par les deux Blancs. Convaincu que l'ensemble de la tribu sera punie pour cet événement, le chef Buffalo Horn quitte la réserve avec ses partisans et mène une série de raids dans les environs. Après la mort de Buffalo Horn au cours d'une embuscade le 8 juin, les Bannocks rejoignent les Païutes de la réserve indienne de Malheur (en) et le chef Egan (en) prend la tête de la révolte. Alors que le brigadier général Oliver Otis Howard commence à rassembler des troupes, Sarah Winnemucca tente d'établir des pourparlers de paix mais ceux-ci échouent.
Après la mort d'Egan par des Umatillas en juillet, la coalition se désagrège et le conflit prend fin en août et septembre 1878 avec la reddition de la plupart des groupes d'Amérindiens hostiles. La plupart des Bannocks retournent dans la réserve indienne de Fort Hall tandis que les Païutes sont transférés dans la réserve indienne des Yakamas.